# I Loved You Wednesday
Pour plus de détails, voir Fiche technique et Distribution.
I Loved You Wednesday est un film américain réalisé par Henry King et William Cameron Menzies, sorti en 1933.

## Synopsis
Vicki Meredith, une étudiante américaine en ballet à Paris, tombe amoureuse de Randall Williams, un autre Américain étudiant l'architecture. Ils entretiennent ainsi une relation amoureuse jusqu'à ce qu'elle apprenne que Randall a oublié de mentionner qu'il a une femme aux États-Unis. Cela irrite Vicki au point qu'elle quitte Paris et s'installe en Amérique du Sud où elle rencontre et tombe amoureuse de Philip Fletcher, un ingénieur en construction. 

## Fiche technique
- Titre original : I Loved You Wednesday
- Réalisation : Henry King et William Cameron Menzies
- Scénario : Philip Klein et Horace Jackson, d'après la pièce "I Loved You Wednesday" de Molly Ricardel et William DuBois
- Direction artistique : Joseph Wright
- Costumes : Rita Kaufman
- Photographie : Hal Mohr
- Son : Donald Flick
- Montage : Frank Hull
- Direction musicale : Louis De Francesco
- Société de production : Fox Film Corporation
- Société de distribution : Fox Film Corporation
- Pays d’origine :  États-Unis
- Langue : anglais
- Format : Noir et blanc - 35 mm - 1,37:1 - Son Mono
- Genre : Comédie dramatique
- Durée : 80 minutes
- Dates de sortie :
  - États-Unis : 16 juin 1933

## Distribution
- Warner Baxter : Philip Fletcher
- Elissa Landi : Vicki Meredith
- Victor Jory : Randall Williams
- Miriam Jordan : Cynthia Williams
- Laura Hope Crews : Mary Hanson
- June Vlasek : danseuse de ballet
- Sam Coslow : chef d'orchestre
- June Lang
- Philip Merivale